# Forte di Vinadio
Il forte di Vinadio anche detto Forte Albertino è situato nei pressi del comune omonimo nella Valle Stura di Demonte. È meta di turismo e sede di eventi culturali ed è inserito nel sistema dei "Castelli Aperti" del Basso Piemonte e insieme al forte di Fenestrelle e al forte di Exilles, è uno dei più significativi esempi di struttura difensiva del Piemonte.

## Storia
Eretto come fortezza a partire dal 1834 per volere di Carlo Alberto di Savoia, poteva sfruttare una posizione strategica, da cui si potevano tenere sotto controllo le circostanti valli confinanti con la Francia: fu un'opera da considerarsi tra le più imponenti dell'arco alpino.
La lunghezza delle mura è di circa 1.200 metri e i camminamenti, che si snodano al suo interno su tre livelli, raggiungono una lunghezza di circa 10 km. I lavori, in cui vennero impiegati circa 4.000 operai provenienti anche dalle zone di Bergamo e Biella, terminarono nel 1847, nonostante un'interruzione dal 1837 al 1839.
In soli 11 anni si realizzò un vero capolavoro dell'ingegneria militare suddiviso in tre fronti:
- il  fronte d'attacco posto davanti all'ingresso, dove si trova la Porta di Francia
- il  fronte inferiore con la caserma Carlo Alberto
- il  fronte superiore adibito principalmente a postazioni di difesa dell'artiglieria.

Il forte non fu segnato da eventi bellici importanti e nel 1862 fu utilizzato come carcere per un gruppo di Garibaldini rifugiatisi in Aspromonte.
Al forte erano connesse alcune strutture militari come la grande caserma del colle Neirassa, oggi in rovina, e gli osservatori sulle pendici della cima Varirosa.
Durante la seconda guerra mondiale il forte venne occupato dalle truppe tedesche e verso la fine del conflitto subì alcuni bombardamenti da parte di truppe Angloamericane le cui tracce sono visibili ancora oggi. Le truppe tedesche, scappando, fecero esplodere alcuni locali che erano adibiti a polveriera. Successivamente venne completamente abbandonato. Dopo alcuni importanti interventi di restauro, è stato riaperto al pubblico all'interno, nei mesi invernali è attiva una pista di pattinaggio su ghiaccio e un bar.
Durante il periodo estivo la FIHP (Federazione italiana hockey e pattinaggio), organizza un campus di roller Freeystyle.